# Ісламський радикалізм
Ісла́мський радикалі́зм — радикальна релігійно-ідеологічна доктрина і соціально-політична практика, що припускає безкомпромісний захист певних політичних поглядів або певної політичної програми на основі однобічної інтерпретації максим релігійного походження, і яка ставить перед собою мету створення умов для застосування виключно шаріатських норм у всіх сферах людської життєдіяльності.
Виходячи з вищенаведеного розуміння ісламського радикалізму, можна зазначити, що такий проект вимагає глибинної трансформації суспільства, адже ще ніде у світі не існує такої держави, в якому реалізовані виключно шаріатські норми.

## Передумови явища
Причини:
1. Соціально-економічні причини.
2. Геополітичні причини. 
3. Демографічні причини.
4. Внутрішньоорганізаційні проблеми.
5. Актуалізація в історичній пам'яті мусульман подій, пов'язаних з хрестовими походами, західної колонізацією ісламських країн, а також визвольним джихадом мусульман, який протягом століть породжував цілу плеяду героїв, шахідів і мучеників за віру. Так, радикали сприймають як незаперечний зразок для наслідування їхній життєвий шлях, подвиги, моделі поведінки, військово-політичні тактики і стратегії.
У сучасному ісламському світі існує ціла низка неурядових релігійно-політичних організацій, що прагнуть до реалізації ідеї побудови «ісламської держави». Проте, конкретна діяльність такого роду ісламських організацій не завжди збігається з їхньою ідеологічною та політичною орієнтаціями.